# Ojingeo Geim
El joc del calamar (títol original en coreà, 오징어 게임; RR: Ojingeo Geim) és una sèrie de televisió sud-coreana creada, escrita i dirigida per Hwang Dong-hyuk per a Netflix. La sèrie narra la història d'un grup de persones en risc d'exclusió que arrisquen la vida en una misteriosa competició de supervivència, basada en jocs infantils coreans, amb un premi de 45.600 milions de wons —equivalents a aproximadament uns 33,12 milions d'euros. S'ha subtitulat al català.
Hwang va concebre la idea basant-se en les seves pròpies lluites econòmiques, així com en la disparitat de classes a Corea del Sud i el capitalisme. Encara que va escriure la història el 2009, Hwang no va poder trobar una productora que financés la idea fins que Netflix es va interessar al voltant del 2019 com a part d'un impuls per ampliar la seva oferta de programació estrangera.
La primera temporada d'Ojingeo Geim es va estrenar a tot el món el 17 de setembre de 2021, amb gran èxit de crítica i atenció internacional. Es va convertir en la sèrie més vista de Netflix i va rebre nombrosos elogis. La producció de la segona temporada va començar el juliol del 2023 i es va estrenar el 26 de desembre del 2024. S'ha anunciat una tercera i última temporada, que està en desenvolupament i l'estrena de la qual està prevista per al 2025.

## Argument
L'obra rep el títol d'un joc de carrer al qual Gi-hun i Sang-woo jugaven quan eren joves. El joc és bastant físic i només acaba quan s'aconsegueix arribar a un guanyador final. El joc es diu així, ja que els jugadors han de dibuixar diferents formes geomètriques (cercle, quadrat o triangle) a terra, que, en conjunt, semblen formar un calamar. Si un atacant aconsegueix travessar el defensor i entrar al cap del calamar, es proclama a aquest com guanyador del joc.
La sèrie narra la història d'un grup de persones que decideixen convertir-se en jugadors d'un misteriós joc de supervivència que té com a premi l'enorme quantitat de quaranta-cinc mil milions de wons. Entre els jugadors s'hi troben: Ki-hoon, un home benèvol que sembla haver-ho perdut tot després de ser acomiadat de la feina: Sang-woo, un home astut que es fica en problemes a la feina després de robar diners de la companyia; Deok-soo un perillós i despietat home disposat a fer el que sigui; Joon-ho, un oficial molt sagaç que va encobert per descobrir la veritat; Kang Sae-byeok, una jove i rebel desertora nord-coreana que necessita diners per a la seva família; Han Mi-nyeo, una dona salvatge a la qual no li importa enganyar i Abdul Ali, un afable jove immigrant.

## Repartiment

### Principals
Els números entre parèntesis indiquen el número assignat al personatge en el joc.
- Lee Jung-jae com a Seong Gi-hun (456),[10] és un xofer i addicte als jocs de curses de cavalls que viu amb la seva mare i lluita per mantenir econòmicament la seva filla, decideix participar en el joc per saldar els seus deutes.
- Park Hae-soo com a Cho Sang-woo (218),[10] és el cap d'una companyia de valors, de nen era amic de Gi-hun, va aconseguir graduar-se en la prestigiosa Universitat Nacional de Seül, però ara el busca la policia per robar diners dels clients.
- Oh Yeong-su com a Oh Il-nam (001),[11] és un ancià amb un tumor cerebral que prefereix jugar al joc que esperar morir a l'exterior.
- HoYeon Jung com a Kang Sae-byeok (067),[12] és una desertora nord-coreana que ingressa al joc per pagar-li a un corredor per tal que pugui trobar i recuperar els membres de la seva família supervivent.
- Heo Sung-tae com a Jang Deok-su (101),[13] és un gàngster que ingressa en el joc per saldar els seus enormes deutes amb el joc.
- Kim Joo-ryoung com a Han Mi-nyeo (212),[14] és una dona misteriosa i manipuladora que diu ser una pobra mare soltera.
- Anupam Tripathi com a Abdul Ali (199),[13] és un estranger del Pakistan que ingressa en el joc per mantenir a la seva jove família després que el seu ocupador es negués a pagar-li durant mesos.
- Wi Ha-joon com a Hwang Jun-ho,[15] és un oficial de policia que es cola en el joc per trobar el seu germà desaparegut.

### Secundaris

#### Participants del joc
- Yoo Sung-joo com a Byeong-gi (111),[16] és un metge que treballa en secret amb un grup de guàrdies corruptes que trafiquen amb els òrgans dels participants morts a canvi d'informació sobre els següents jocs.
- Lee Yoo-mi com a Ji-yeong (240),[17] és una jove que acaba de sortir de presó després de matar el seu pare abusador.
- Kim Si-hyun com a jugador 244, és un pastor que torna a trobar la seva fe en el joc.[cal citació]
- Lee Sang-hee com a jugador 017,[18] un vidrier amb més de 30 anys d'experiència.
- Kim Yun-tae com a jugador 069, un jugador que s'uneix al joc amb la seva dona, la jugadora 070.
- Lee Ji-ha com a jugadora 070,[19] una jugadora que s'uneix al joc amb el seu marit, el jugador 069.
- Kwak Ja-hyoung com a jugador 278, un jugador que s'uneix al grup de Deok-su i actua com el seu defensor.
- Chris Chan com a jugador 276,[20] un jugador que s'uneix al grup de Seong Gi-hun en el joc d'estirar la corda.

#### Altres
- Kim Young-ok com a mare de Gi-hun[21]
- Cho Ah-in com a Seong Ga-yeong, filla de Gi-hun
- Kang Mal-geum com a exdona de Gi-hun i mare de Ga-yeong[21]
- Park Hye-jin com a mare de Sang-woo
- Park Si-wan com a Kang Cheol, germà menor de Sae-byeok

#### Aparicions especials
- Gong Yoo com a venedor que recluta participants per al joc (episodis 1 i 9).[22]
- Lee Byung-hun com El Líder/Hwang In-ho (Episodis 8-9)[23]
- Lee Jung-jun com a Guàrdia (Episodi 3)[24]
- Geoffrey Giuliano com a VIP #4 (Episodi 7)[25]

## Episodis
| Temporada | Temporada | Episodis | Emissió                | Emissió                |
| Temporada | Temporada | Episodis | Estrena                | Final                  |
| --------- | --------- | -------- | ---------------------- | ---------------------- |
|           | 1         | 9        | 17 de setembre de 2021 | 17 de setembre de 2021 |
|           | 2         | 7        | 26 de desembre de 2024 | 26 de desembre de 2024 |
|           | 3         | 6        | 27 de juny de 2025     | 27 de juny de 2025     |

### Temporada 1 (2021)
| Núm. | Títol original                                       | Dirigit per     | Escrit per      | Data d'estrena als Estats Units |
| --- | ---------------------------------------------------- | --------------- | --------------- | ------------------------------- |
| 1 | «무궁화 꽃이 피던 날 (Mugunghwa kkoch-i pideon nal)» | Hwang Dong-hyuk | Hwang Dong-hyuk | 17 de setembre de 2021          |
| Gi-Hun Seon és un home endeutat que viu dia a dia amb la seva mare, els diners dels quals roba, mentre que la seva filla viu amb la seva exdona. Un vespre, tornant a casa després de perdre diverses apostes i ser apallissat per un grup de taurons préstecs, se li acosta un home que el desafia a un partit en el qual rebria diners en cas de victòria o bufetades en cas de derrota. Gi-Hun perd repetidament, i finalment guanya una suma amb la qual aconsegueix comprar el sopar. Finalment, el misteriós home li dona una targeta de visita amb un número per trucar per participar en altres jocs amb una gran quantitat de diners en joc. Gi-Hun descobreix que la seva dona i la seva filla es traslladaran als Estats Units, de manera que es convenç a si mateix per trucar al número del senyor que va conèixer al metro i apuntar-se al joc proposat. Aquell vespre és recuperat d'un cotxe, per accedir al qual ha d'especificar la contrasenya "Un, dos, tres, estrella", i dins del qual és drogat amb gasolina. Gi-Hun es desperta en un dormitori junt amb moltes altres persones per un total de 456 i només és el número 456: cadascun ha estat vestit amb una samarreta i un mono verds amb el seu propi número mentre els guardians porten un vestit de color rosa brillant amb caputxa i màscara de color negre amb un dels tres símbols: quadrat, triangle o cercle. Per casualitat, Gi-Hun es troba immediatament amb el número 001, un home gran amb un tumor cerebral i Sang-woo, un conegut seu amb la reputació de ser el més intel·ligent de la ciutat després d'haver anat a la Universitat de Seül. Després de la pèrdua inicial, finalment s’obre una porta i nou guardians anuncien que es duran a terme sis partides al llarg de sis dies: qui les superi guanyarà 45.600 milions d'euros, equivalents a uns 33 milions d'euros, capaços d'extingir qualsevol deute acumulat amb els taurons de préstec: cada participant va ser perseguit i reclutat precisament perquè estava en deute fins al coll de milions o milers de milions. Els participants signen un acord amb tres clàusules que els obliguen a no abandonar els jocs, tret que es doni la majoria de vots, i que elimini qui falli. Totes les accions dels participants són controlades remotament per altres persones emmascarades, mentre que des d'una habitació ombrívola i fosca, un altre home, autodescrit "Front Man", amb una màscara diferent, es prepara per controlar els jocs des d'un gran monitor, després d'anunciar el joc. "Comença. Mentre la música d'un vals acompanya els jugadors, aquests darrers es troben en una falsa zona exterior, les portes per les quals van entrar estan tancades. S'anuncien les regles del joc: es tracta precisament de "Un, dos, tres, estrella", amb una durada cronometrada (5 minuts) i un enorme robot-nen per comptar: qui es mogui després del recompte, serà eliminat. Després de la primera trucada, un jugador no es queda immòbil i és mort a trets (efectivament eliminat), per sorpresa i por de tots, molts dels quals intenten escapar en va, resultant en una matança evident. El Front Man, en tot això, es prepara una copa a la seva habitació i gaudeix de l'espectacle. Només uns quants romanen immòbils, inclòs el jugador gran 001, que ho pren tot com un joc real i sembla l’únic tranquil en participar-hi. Alguns jugadors creuen la línia vermella, més enllà de la qual es poden considerar segurs. Gi-hun ensopega amb un cadàver, però un altre jugador l’ajuda mantenint l’uniforme i evitant que es mogui. Les persones que no arriben a la línia vermella quan s’acaba el temps són assassinades exactament de la mateixa manera que altres. L'estructura des de dalt es tanca i una vista ampliada mostra l'illa on se celebra el joc. Queden 201 jugadors. |                                                      |                 |                 |                                 |
| 2 | «지옥»                                               | Hwang Dong-hyuk | Hwang Dong-hyuk | 17 de setembre de 2021          |
| 3 | «우산을 쓴 남자 (Usan-eul sseun namja)»              | Hwang Dong-hyuk | Hwang Dong-hyuk | 17 de setembre de 2021          |
| Jun-ho s’amaga entre el personal emmascarat mentre viatja a la ubicació de l’illa del joc. Resulta, doncs, que entre els homes emmascarats hi ha una jerarquia: el comandament de les places (els únics que poden parlar lliurement), els triangles són els únics armats mentre els cercles són els treballadors. Els triangles i els cercles sempre han de romandre en silenci si no són apel·lats i tots els guardians es reconeixen mitjançant un codi (llegit amb un làser des de les caselles), les seves accions estan marcades per una dolça veu femenina en música filada i es veuen obligats a mantenir sempre la màscara. fins que tornin a les seves habitacions al vespre. Jun-ho pren el lloc d'un cercle, parla (estirant-se involuntàriament) i fa sospitós un quadrat. Van tornar 187 jugadors. Després de despertar-se als dormitoris, els jugadors estan més preparats i comencen a formar aliances. Gi-hun, Sang-woo, el vell 001 i el pakistanès 199 s'uneixen mentre el gàngster 101 reuneix la seva banda, on dona la benvinguda a 212, que es converteix en la seva dona. Només el 212 demana anar al bany, de nit, amb l'excusa de poder fumar i el segueix el 067, que es cola als respiradors i observa els treballadors del personal d'una cuina olorant l’olor de sucre. En el segon joc, els participants han de triar un dels quatre símbols (cercle, triangle, estrella o paraigua). Sang-woo identifica ràpidament el joc, utilitzant la informació del jugador 067, però no adverteix els seus companys i tria la forma més senzilla (triangle) per ella mateixa. Cadascun rep una dalgona, una galeta coreana, sobre la qual està gravat el símbol escollit, per ratllar-la perfectament amb una agulla. sota pena d'eliminació. Gi-hun completa el joc tot i tenir la forma més difícil, un paraigua, llepant la bresca per fondre-la. El jugador 212 ajuda Deok-su a completar el joc amb un encenedor de contraban. Un jugador pren un ostatge de Square abans de matar-se a ell mateix, el Square també és assassinat i Jun-ho pren la seva màscara. |                                                      |                 |                 |                                 |
| 4 | «쫄려도 편먹기 (Jjollyeodo pyeonmeokgi)»             | Hwang Dong-hyuk | Hwang Dong-hyuk | 17 de setembre de 2021          |
| Queden 106 jugadors. El jugador 111, un metge, rep informació prèvia sobre cada joc i treballa amb alguns dels membres del personal per collir òrgans de jugadors morts i s'uneix a l'equip de Deok-su oferint informació sobre el joc. Gi-hun s’adona que Sang-woo podria haver ajudat el seu equip en el partit anterior. El personal fomenta la discòrdia entre els jugadors i Deok-su mata a un altre home, cosa que només resulta en un augment del premi. Després d'apagar-se els llums, esclata una revolta i moren nombrosos jugadors. El jugador 067 s'uneix a l'equip de Gi-hun, que la protegeix de la colla de Deok-su. Quan l'Elder 001 prega a tothom que s'aturi, el Front Man envia els seus soldats per acabar amb el motí. Queden 80 persones. L'equip de Gi-hun intercanvia noms: el jugador 199 és Ali Abdul i el jugador 067 és Kang Sae-byeok. El jugador 001, que té un tumor cerebral, sembla que té dificultats per parlar i recordar el seu nom. Després d'apagar-se els llums, el guàrdia de l’habitació al costat de Jun-ho li envia un missatge de tos en codi Morse. Al tercer joc, es diu als jugadors que formin vuit equips de deu. Deok-su, sabent que el pròxim joc és un estira-i-arronsa, tria homes forts i rebutja 212, Han Mi-nyeo, que s’ha d'unir a l'equip de Gi-hun, més feble. L'estira i arronsa es basa en un parell de ponts molt alts, els equips són escollits a l’atzar i el perdedor cau des de desenes de metres d'alçada. L’ancià 001 ofereix consells tàctics a l'equip. |                                                      |                 |                 |                                 |
| 5 | «평등한 세상 (Pyeongdeunghan sesang)»                | Hwang Dong-hyuk | Hwang Dong-hyuk | 17 de setembre de 2021          |
| L'equip de Gi-hun guanya l'estira-i-arrons amb l'estratègia de Elder 001 i Sang-woo, però la majoria estan nerviosos per matar l'equip contrari. Queden 40 persones. A l'espera d'un nou motí, l'equip de Gi-hun construeix una barricada, que Deok-su provoca fins que Gi-hun assenyala que els seus companys es dirigiran cap a ell tard o d'hora. Aquella nit, els companys de Gi-hun fan torns de guàrdia, però l'equip de Deok-su no ataca. Gi-hun ajuda a les persones grans 001 que pateixen dolor intens a causa del tumor. Jun-ho s'assabenta de la conspiració amb el jugador 111 per collir òrgans que es vendrien al mercat negre a canvi d'informació sobre jocs posteriors. Tanmateix, per primera vegada, els guàrdies no saben del següent joc, fet que en 111 pànic. Després d'una breu lluita, el metge fuig, perseguit per un guàrdia, però a tots dos s'uneix Front Man, que acusa el guàrdia d'haver arruïnat el joc: les dones i els homes que han patit injustícies a l'exterior hi poden jugar en igualtat de condicions, equilibri trencat per l'espia, que és executat immediatament. Un altre guàrdia també mata el metge. Front Man ordena una caça a l'home per Jun-ho, que continua la seva investigació descobrint que el joc Squid existeix des de fa més de vint anys i que el seu germà va guanyar l'edició del 2015. |                                                      |                 |                 |                                 |
| 6 | «깐부 (Kkanbu)»                                      | Hwang Dong-hyuk | Hwang Dong-hyuk | 17 de setembre de 2021          |
| Jun-ho observa secretament com el Front Man rep una trucada dient que tot es solucionarà abans que arribin els VIP. Per al quart joc, es demana als jugadors que facin parelles. Sang-woo és amb Ali, Gi-hun amb el jugador 001 i Sae-byeok amb el jugador 240. Com que hi ha un nombre imparell de jugadors, Mi-nyeo és l'última dona que es va quedar i es va emportar. El joc consisteix a jugar un partit de marbres que triï contra la seva parella, en què el guanyador és qui aconsegueix aconseguir tots els marbres de la seva parella en una durada de mitja hora. Sae-byeok i el jugador 240, Ji-yeong, accepten jugar un simple tot o res, però, després de parlar de les seves pròpies vides, Ji-yeong deixa guanyar a Sae-byeok afirmant que aquest últim encara té un motiu per viure. Sang-woo està perdent, però enganya a Ali amb una excusa i després li roba els marbres guanyadors. Gi-hun, que està a punt de perdre un partit d'apostes contra el jugador 001, inverteix la situació utilitzant la seva feble memòria contra ell. El jugador 001 revela que es va adonar que Gi-hun l'enganyava tot el temps malgrat la seva condició, però permet que Gi-hun guanyi igualment. Abans de ser assassinat, el jugador 001 li diu a Gi-hun que és el seu gganbu, un amic de confiança i que revela el seu nom: Oh Il-nam. |                                                      |                 |                 |                                 |
| 7 | «VIPS»                                               | Hwang Dong-hyuk | Hwang Dong-hyuk | 17 de setembre de 2021          |
| Els jugadors tornen al dormitori on espera Mi-nyeo, ja que se'ls ha permès saltar la partida. El jugador 069, que va colpejar la seva dona en el joc de marbres, se suïcida. Els VIP arriben i són rebuts pel Front Man en nom del seu cap, l'amfitrió. Els VIP són mecenes rics que aposten pels jocs. Jun-ho, fent-se passar per un dels criats emmascarats, és proposat sexualment per un dels VIP. En una habitació privada, Jun-ho interroga el VIP per obtenir informació i fuig de l’illa amb un kit de busseig. En el cinquè joc, els jugadors, per ordre preestablert, tenen 16 minuts per creuar un pont format per panells de vidre temperat i vidre normal, dels quals només els primers són capaços de suportar el seu pes. Els jugadors de primera línia cauen a punt de morir a mesura que es proven els panells. Quan Deok-su és a la primera línia, es nega a moure’s; Mi-nyeo l’agafa i cauen junts. Quan quedaven quatre jugadors, Sang-woo empeny el jugador 017, que anteriorment havia aconseguit localitzar els panells adequats fins que es van apagar els llums i el va matar per revelar l’últim panell. Gi-hun, Sang-woo i Sae-byeok completen el joc, després del qual es detonen els panells restants. |                                                      |                 |                 |                                 |
| 8 | «프론트맨 (Peuronteumaen)»                           | Hwang Dong-hyuk | Hwang Dong-hyuk | 17 de setembre de 2021          |
| Com a finalistes, Gi-hun, Sang-woo i Sae-byeok reben un canvi de roba i un sopar elegant. Aquesta, però, s’adona que està ferida, colpejada per un fragment de vidre dels panells del joc anterior. Els tres es reuneixen per sopar, un cop acabat el sopar, cadascun es queda amb un ganivet. Després d'apagar-se els llums, Gi-hun demana a Sae-byeok que s'uneixi a Sang-woo, però la noia, conscient de no poder sobreviure a causa de les seves ferides, suggereix que prometrà ajudar els seus éssers estimats si un dels dos era per guanyar el partit final. Sae-byeok empitjora i Gi-hun corre a buscar ajuda però, quan arriba el personal, ja està morta; De fet, Sang-woo va aprofitar per apunyalar-la un moment després que Gi-hun s’hagués allunyat. Jun-ho arriba a una altra illa i demana ajuda al seu cap, en va: Front Man i els seus soldats estan caçant Jun-ho i els troben a l'illa, fins que Front Man es revela: és In-ho, el germà de Jun-ho qui el reconeix. In-ho dispara a Jun-ho i el deixa caure al mar. |                                                      |                 |                 |                                 |
| 9 | «운수 좋은 날 (Unsu joh-eun nal)»                    | Hwang Dong-hyuk | Hwang Dong-hyuk | 17 de setembre de 2021          |
| El sisè i últim joc és l'anomenat "joc del calamar", en el qual Gi-hun ataca mentre Sang-woo s'ha de defensar. Gi-hun guanya Sang-woo però es nega a completar el joc. Invoca la tercera clàusula per acabar el joc, però Sang-woo es clava a si mateix i li demana a Gi-hun que faci servir el premi per ajudar la seva mare. Gi-hun torna a casa per trobar la seva mare morta. Un any després, Gi-hun, encara traumatitzat per l'experiència, no va fer servir ni un cèntim del premi guanyat, vivint en plena pobresa. Una nit rep una invitació a un partit d'or i, responent, troba al jugador 001, Oh Il-nam, encara viu però que ara està en fase terminal. Il-nam és un dels VIP, l '"amfitrió" (qui va co-gestionar el joc juntament amb el Front Man, In-ho), així com el cervell darrere del funcionament del joc, creat per entretenir els avorrits súper ric com ell. Il-nam explica com els pobres i els rics porten vides monòtones, de manera que buscava una manera de gaudir de la vida. També estava comprovant si a la humanitat li quedava alguna bondat inherent, recordant a Gi-hun que, tot i ser testimoni del vessament de sang en el joc inicial, ell i la resta de participants encara van tornar i es van sacrificar mútuament per guanyar el premi en diners. Els jocs específics es basen en els records de la infància d'Il-nam, que decideixen participar ell mateix per motius de nostàlgia. Il-nam demana a Gi-hun que jugui un darrer partit amb ell, una altra prova per veure si a la gent li queda almenys una mica d'humanitat: si algú ajuda un borratxo al carrer abans de mitjanit; Gi-hun guanya però Il-nam mor, tot i que probablement no abans de presenciar la seva derrota. Gi-hun es recupera de la seva torpa i compleix les seves promeses: treu el germà de Sae-byeok de l’orfenat i l'encarrega a la mare de Sang-woo, deixant-li una maleta plena de diners, igual a la meitat de les guanyes guanyades en els jocs. Més tard, està a punt de sortir del país per retrobar-se amb la seva filla, però de camí veu que algú juga a ddakji amb el mateix reclutador de jocs que el va convidar, així que agafa la carta de l'home i truca al número, aquesta vegada decidit a saber qui sinó hi ha darrere del sistema de joc. |                                                      |                 |                 |                                 |

### Temporada 2 (2024)
| #  | Núm. | Títol original       | Dirigit per     | Escrit per      | Data d'estrena als Estats Units |
| -- | ---- | -------------------- | --------------- | --------------- | ------------------------------- |
| 10 | 1    | «Pa i loteria»       | Hwang Dong-hyuk | Hwang Dong-hyuk | 26 de desembre de 2024          |
| 11 | 2    | «Festa de Halloween» | Hwang Dong-hyuk | Hwang Dong-hyuk | 26 de desembre de 2024          |
| 12 | 3    | «001»                | Hwang Dong-hyuk | Hwang Dong-hyuk | 26 de desembre de 2024          |
| 13 | 4    | «Sis cames»          | Hwang Dong-hyuk | Hwang Dong-hyuk | 26 de desembre de 2024          |
| 14 | 5    | «Un altre joc»       | Hwang Dong-hyuk | Hwang Dong-hyuk | 26 de desembre de 2024          |
| 15 | 6    | «O X»                | Hwang Dong-hyuk | Hwang Dong-hyuk | 26 de desembre de 2024          |
| 16 | 7    | «Amic i enemic»      | Hwang Dong-hyuk | Hwang Dong-hyuk | 26 de desembre de 2024          |

### Temporada 3 (2025)
| Núm. total | Núm. de la temporada | Títol                                          | Direcció        | Guió            | Data d'emissió original |
| ---------- | -------------------- | ---------------------------------------------- | --------------- | --------------- | ----------------------- |
| 17         | 1                    | «Claus i punyals» (coreà: 열쇠와 칼)           | Hwang Dong-hyuk | Hwang Dong-hyuk | 27 de juny de 2025      |
| 18         | 2                    | «Una nit estelada» (coreà: 별이 빛나는 밤에)   | Hwang Dong-hyuk | Hwang Dong-hyuk | 27 de juny de 2025      |
| 19         | 3                    | «No és culpa teva» (coreà: 당신의 탓이 아니다) | Hwang Dong-hyuk | Hwang Dong-hyuk | 27 de juny de 2025      |
| 20         | 4                    | «222»                                          | Hwang Dong-hyuk | Hwang Dong-hyuk | 27 de juny de 2025      |
| 21         | 5                    | «○△□»                                          | Hwang Dong-hyuk | Hwang Dong-hyuk | 27 de juny de 2025      |
| 22         | 6                    | «Les persones són...» (coreà: 사람은...)       | Hwang Dong-hyuk | Hwang Dong-hyuk | 27 de juny de 2025      |

## Música
La banda sonora de la sèrie està conformada per les següents cançons:
| 1.  | «Way Back then»                  | Jung Jae-il | Jung Jae-il | 2:31 |
| 2.  | «Round I»                        | Jung Jae-il | Jung Jae-il | 1:19 |
| 3.  | «The Rope Is Tied»               | Jung Jae-il | Jung Jae-il | 3:18 |
| 4.  | «Pink Soldiers»                  | 23          | 23          | 0:38 |
| 5.  | «Hostage Crisis»                 | 23          | 23          | 2:22 |
| 6.  | «I Remember My Name»             | Jung Jae-il |             | 3:13 |
| 7.  | «Unfolded…»                      | Jung Jae-il |             | 2:38 |
| 8.  | «Needles and Dalgona»            | Park Min-ju |             | 3:44 |
| 9.  | «The Fat and the Rats»           | Park Min-ju |             | 1:52 |
| 10. | «It Hurts So Bad»                | Jung Jae-il |             | 1:13 |
| 11. | «Delivery»                       | 23          |             | 4:55 |
| 12. | «Dead End»                       | 23          |             | 5:25 |
| 13. | «Round VI»                       | Jung Jae-il |             | 5:54 |
| 14. | «Wife, Husband and 4.56 Billion» | Jung Jae-il |             | 4:26 |
| 15. | «Murder Without Violence»        | Park Min-ju |             | 1:53 |
| 16. | «Slaughterhouse III»             | Jung Jae-il |             | 8:16 |
| 17. | «Owe»                            | Jung Jae-il |             | 2:26 |
| 18. | «Uh…»                            | Jung Jae-il |             | 3:38 |
| 19. | «Dawn»                           | Jung Jae-il |             | 6:41 |
| 20. | «Let's Go Out Tonight»           | Jung Jae-il |             | 3:27 |

## Producció

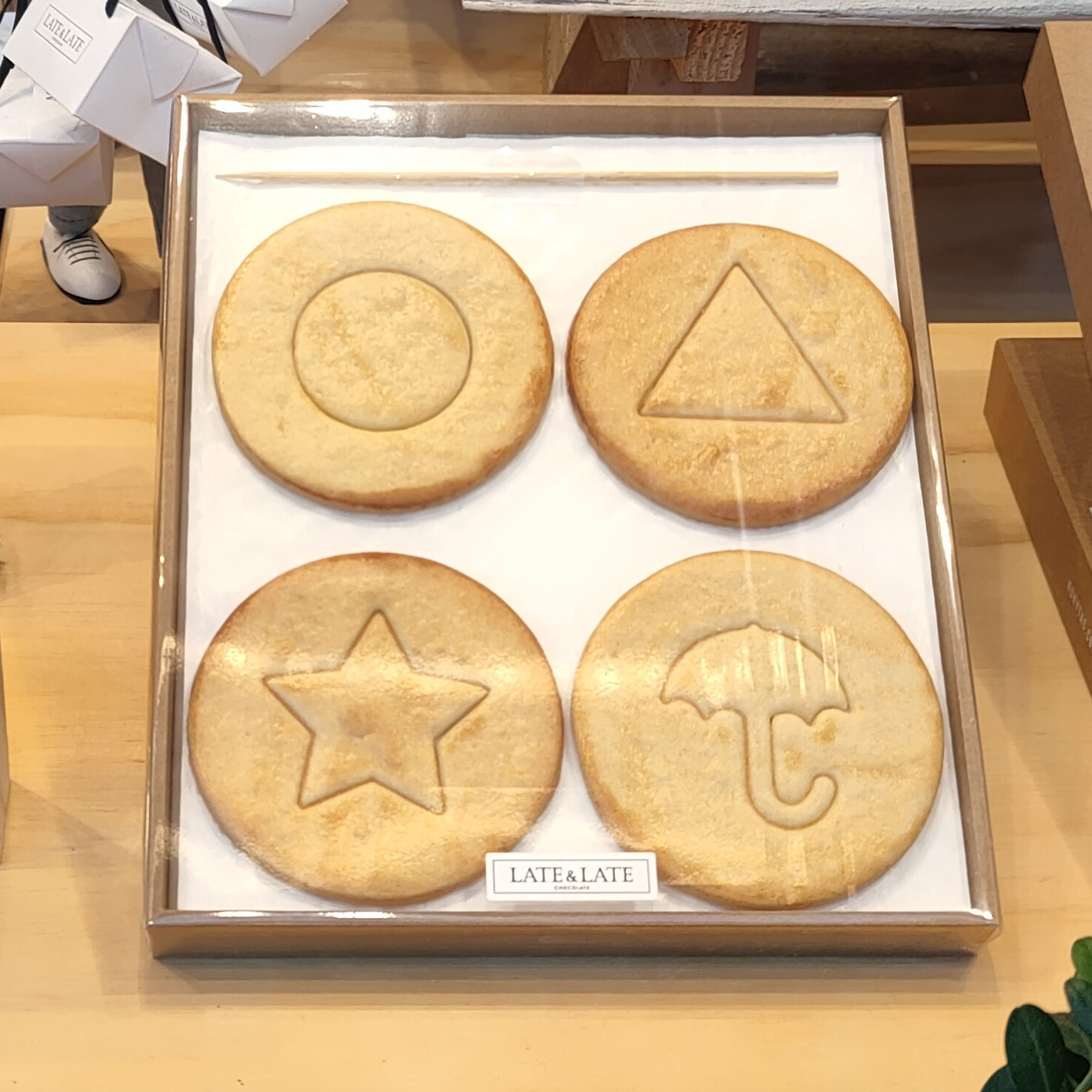
Formes punxades a la dalgona, un dolç de sucre coreà, basat en les formes utilitzades al segon joc de la sèrie. Els jugadors han d'extreure les formes interiors intactes.

La sèrie és coneguda en altres llengües com, per exemple, Squid Game, Round Six, Cuttlefish Game (en anglès), El juego del calamar (en castellà) o Le Jeu du calmar (en francès).
La direcció del drama va a càrrec de Hwang Dong-Hyuk (황동혁), que també va fer el guió. L'agost de 2021 Dong-Hyuk va revelar que havia passat 10 anys per crear l'argument de la sèrie. L'agost de 2020 es va anunciar que els enregistraments de la sèrie s'havien aturat temporalment com a mesura de prevenció a causa de la pandèmia de COVID-19.

### Recepció
La sèrie va arribar a ser el primer drama coreà en ser el número 1 en el rànquing de xous més vistos a la plataforma de Netflix als Estats Units. A Rotten Tomatoes els crítics li van donar una valoració del 100% basat en 7 revisions per part de la crítica, amb una nota de 8.5/10. Per la seva banda l'audiència li va conferir una valoració del 87% basada en més de 350 ressenyes. A la plataforma d'IMDb l'audiència ho féu amb 8.3 estrelles sobre 10 i va debutar en el lloc número 4 dins del "Top 10 Series Worldwide" en el seu primer dia batent rècords a la plataforma.